# آخرین مقاومت
آخرین مقاومت (به انگلیسی: The Last Stand) یک فیلم اکشن آمریکایی محصول سال ۲۰۱۳ با بازی آرنولد شوارزنگر، نویسندگی اندرو نوویر و کارگردانی کیم جی وون (در اولین کارگردانی آمریکایی او) است. این فیلم اولین ایفای نقش اصلی فیلم برای شوارتزنگر از سال ۲۰۰۳ پس از ایفای نقش در نابودگر ۳ می‌باشد. 
فیلمبرداری در اواخر سال ۲۰۱۱ در بلن (نیومکزیکو) و نوادا انجام شد. این فیلم در ۱۴ ژانویه ۲۰۱۳ در تئاتر چینی گراومن به نمایش درآمد و در ۱۸ ژانویه ۲۰۱۳ توسط لاینزگیت فیلمز منتشر شد و با دریافت نظرات ضد و نقیض از منتقدان، ۴۸ میلیون دلار در سراسر جهان در مقابل بودجه ۴۵ میلیون دلاری فروش داشت.

## خلاصه داستان
داستان فیلم دربارهٔ کلانتر شهری کوچک و معاونانش است که می‌خواهند جلوی فرار به مکزیک یک رئیس کارتل موادمخدر را که سوار بر یک ماشین اسپرت اصلاح شده است را بگیرند. سکانسهای اصلی این فیلم در شهر بیابانی، کوچک و زیبای سامرتن واقع در مرز بین آمریکا و مکزیک فیلمبرداری شده است.

## ساخت
لیام نیسون برای نقش اصلی در نظر گرفته شده بود، اما پس از رد او در سال ۲۰۱۱، لاینزگیت این پروژه را به آرنولد شوارتزنگر، که تازه به عنوان فرماندار کالیفرنیا به پایان رسیده بود، پیشنهاد داد. او در ژوئیه ۲۰۱۱ در فیلم «آخرین مقاومت» معرفی شد. جی-وون در ابتدا از حضور چنین ستاره بزرگی در این پروژه نگران بود، اما وقتی هر دو در مورد پروژه صحبت کردند، متوجه شد که هر دو ایده‌های یکسانی برای ری اونز دارند و هدفشان یک آدم معمولی به جای «حسی شبیه ترمیناتور» است. دو هفته بعد، لاینزگیت تاریخ اکران ۱۸ ژانویه ۲۰۱۳ را اعلام کرد.

## بازخوردها
- در راتن تومیتوز، یک سایت جمع‌آوری نقد و بررسی، گزارش می‌دهد که ۶۱٪ از ۱۶۸ منتقد مورد بررسی، نقد مثبتی به این فیلم داده‌اند؛ میانگین امتیاز ۵٫۸ از ۱۰ است. نظر کلی این سایت این است: «هیچ چیز خاصی در مورد این فیلم وجود ندارد، اما برای طرفداران شوارتزنگر، «آخرین ایستادگی» سرگرمی کاملاً بی‌تکلفی را ارائه می‌دهد.»
- در متاکریتیک بر اساس نظر ۳۳ منتقد، امتیاز ۵۴ از ۱۰۰ را به آن اختصاص داد که نشان‌دهنده «نقدهای مختلط یا متوسط» است.
- این فیلم در اولین آخر هفته اکران خود با فروش ۶٫۳ میلیون دلار در رتبه نهم قرار گرفت. اکران سینمایی آن با فروش ۱۲٫۱ میلیون دلار در آمریکا و ۳۶٫۲ میلیون دلار در سایر مناطق و در مجموع ۴۸٫۳ میلیون دلار به پایان رسید. شرکت لاینزگیت فیلم را در ۲۱ مه ۲۰۱۳ در ایالات متحده در شبکه نمایش خانگی منتشر کرد.